# Carcharhinus macrops
Carcharhinus macrops (Liu, 1983) è una specie di squalo del genere Carcharhinus e della famiglia Carcharhinidae.

## Areale
Abita le acque tropicali dell'Oceano Pacifico nordoccidentale, e in particolare le acque circostanti le Isole Paracelso e il Mar Cinese meridionale.

## Conservazione
La specie è considerata molto vulnerabile